# Били Джо Армстронг
Били Джо Армстронг (на английски: Billie Joe Armstrong) е американски певец, текстописец, музикант и
музикален продуцент. Той е най-известен като главен вокалист, основен автор на песни и водещ китарист на рок групата Green Day, която основава заедно с Майк Дърнт през 1985 г. Освен това е китарист и вокалист на пънк рок групата Pinhead Gunpowder и осигурява водещи вокали за страничните проекти на Green Day – Foxboro Hot Tubs, The Network, The Longshot и The Coverups.
Армстронг развива интерес към музиката в ранна възраст и записва първата си песен на петгодишна възраст. Той се запознава с Дърнт, в началното училище, и двамата създават групата Sweet Children, когато са на 14 години. По-късно сменят името ѝ на Грийн Дей. Армстронг участва в множество музикални проекти и прави колаборации с други музиканти. С излизането на албума Nimrod през 1997 г., Армстронг основава звукозаписната компания Adeline Records. Компанията е закрита през 2017 г.

## Ранен живот
Били Джо Армстронг е роден в Оукланд, Калифорния, САЩ на 17 февруари 1972 г. като последното от шестте деца на Оли Джаксън (род. 1932) и Андрю Армстронг (1928 – 1982). Израства в гр. Родео, Калифорния. Баща му умира от рак на хранопровода през септември 1982 г., когато Армстронг е на 10. Песента „Wake Me Up When September Ends“ е в памет на баща му. Армстронг има три по-големи сестри и двама по-големи братя. Майка му работила като сервитьорка в Rod's Hickory Pit в Калифорния, където той и Дърнт изнасят първият си концерт през 1987 г.
Когато е на 5 г., учител на Армстронг го укоражил да запише песента „Look for Love“. След смъртта на баща му, майка му се омъжва повторно за мъж когото децата ѝ не харесват, което води до по-нататъшното отстъпление на Армстронг от музиката. Когато е на 10, Армстронг среща Майк Дърнт в училище. И двамата споделяли любовта си към музиката. Армстронг започнал да харесва пънк рока, показан му от неговите братя. Първият концерт, който е гледал е бил на Ван Хален през 1984 г. На 18-годишния си рожден ден, Били Джо напуска училище в преследване на музикална кариера.

## Кариера
През 1987 г., на 15 години, Армстронг създава група, наречена „Sweet Children“, заедно с приятеля си от детството Майк Дърнт. В началото и Армстронг, и Дърнт свирят на китара, с Радж Пенджаби на барабани и Шон Хюз на бас. По-късно Панджаби е заменен на барабаните от Ал Сорбонте. Хюз напуска бандата през 1988 г., Дърнт става басист и бандата става трио. Сменят името си на Грийн Дей през април 1989 г., заради любовта им към марихуаната.
През 1989 г. Green Day пускат дебютното си EP 1,000 Hours от звукозаписната компания Lookout! Records. Записват дебютния си албум 39/Smooth и EP-то Slappy. През 1990 г. те са добавени към 1,000 Hours като компилацията 1,039/Smoothed Out Slappy Hours през 1991.
През 1990 г. Армстронг е водещ китарист и беквокал в 3 песни на последното EP на The Lookouts – IV, в което барабанист е Тре Куул. В края на 1990 г. Тре става барабанист на Грийн Дей, след като Сорбонте отива в колеж. Дебютът на Куул в Грийн Дей е във втория им албум Kerplunk (1991).
През 1991 г. Армстронг се присъединява към групата Pinhead Gunpowder, състояща се от басиста Бил Шнайдер, барабаниста Аарон Комет и вокалистката и китаристка Сара Кирш. Кирш напуска групата през 1992 г. и е заменена от Джейсън Уайт. Групата е издала няколко удължени пиеси (EP) и албуми от 1991 г. и изпълнява периодично шоута на живо.
През 1993 г. Армстронг свири няколко пъти на живо с калифорнийската пънк група Rancid. Вокалистът на групата моли Били Джо да се присъедини към тях, но той отказва заради прогреса на Грийн Дей. Били Джо Армстронг обаче е отбелязан като съавтор на песента на Rancid от 1993 г. „Radio“.
С третия им албум Dookie (1994), Грийн Дей правят пробива си, ставайки една от най-популярните рок групи на 90-те и 2000-те с над 60 милиона продадени албуми в световен мащаб. Албумът е последван от Insomniac (1995), Nimrod (1997), и Warning (2000).
Армстронг си сътрудничи с много изпълнители. Съавтор е на песента „Unforgiven“ на The Go-Go's от 2001 г. Съавтор е и на песни на Пенелопе Хъдсън („The Angel and The Jerk“ and „New Day“). Продуцирал е албум на The Riverdales. Армстронг е част от страничния проект на Грийн Дей – The Network между 2003 и 2005 г., която става активна отново през 2020 г. The Network имат 2 албума – Money Money 2020 (2003) и 2020's Money Money 2020 Part II: We Told Ya So! (2020).
Надявайки се да изчисти главата си и да разработи нови идеи за песни, Армстронг пътува сам до Ню Йорк за няколко седмици през 2003 г., наемайки малък апартамент в Манхатън. Той прекарва голяма част от това време в дълги разходки и джемсешъни. Приятелите му там пият твърде много и затова той се връща в залива на Сан Франциско, където е арестуван по обвинение в шофиране в нетрезво състояние на 5 януари 2003 г. и освободен под гаранция от $1200.
През 2004 г. Грийн Дей издават първата си рокопера „American Idiot“. От албума са продадени над 15 милиона копия, а песните „American Idiot“, „Boulevard of Broken Dreams“ и „Wake Me Up When September Ends“ стават хитове. През 2009 г. Грийн Дей издават втората си рокопера „21st Century Breakdown“, която също постига комерсиален успех. Между тези два проекта Армстронг е главен вокалист на страничния проект Green Day – Foxboro Hot Tubs, сформиран през 2007 г. и оттогава изнася периодични шоута на живо. Foxboro Hot Tubs издава един албум, Stop Drop and Roll !!!, през 2008 г. През 2009 г. Армстронг сформира групата Rodeo Queens и издава песента „Depression Times“.
През 2009 г. American Idiot е адаптиран към мюзикъл от Бродуей, също наречен American Idiot. Мюзикълът печели две награди Тони. Армстронг участва в мюзикъла в ролята на Сейнт Джими.
През 2012 г. Green Day издава три албума: ¡Uno!, ¡Dos!, и ¡Tré!. През 2013 г. Армстронг участва в сезон 3 на The Voice на NBC като помощник-наставник на екипа на Кристина Агилера. През 2013 г. Армстронг и Нора Джоунс издават албума Foreverly.
Армстронг си сътрудничи с хип-хоп групата Lonely Island за песента им „I Run NY“ (2013). Заедно с Лейтън Мийстър, Армстронг участва във филма Like Sunday, Like Rain. За това си участие, Били Джо печели награда за дебютно изпълнение на фестивала в Уилямсбург (2014).
През 2014 г. Армстронг се присъединява за малко към The Replacements. Армсторнг е в главната роля във филма Ordinary World (2016). През 2017 г. Били Джо, заедно с Тим Армстронг от Rancid създава групата The Armstrongs. През 2018 г. Армстронг сформира рок групата The Longshot и издава дебютния им албум Love Is For Losers.

## Музикални инструменти
Първата китара на Армстронг е акустичната Cherry Red Hohner, купена от баща му. Получава първата си електрическа китара Fernandes Stratocaster, която той нарича Blue, когато е на 10 г. Майка му я купува от Джордж Кол, който учи Армстронг как да свири в продължение на 10 години. По – късно получава Bill Lawrence L500XL Humbucker, която впоследствие заменя с Seymour Duncan SH-4 JB Humbucker за концерта в Уудсток '94. Seymour Duncan е напълнен с кал и унищожен през ноември 1994, и Армстронг свири на Bill Lawrence, преди да запише Insomniac (1995), като впоследствие свири на черен Seymour Duncan SH-4 JB. Blue може да се види в множество музикални видеа на Грийн Дей – „Longview“, „Basket Case“, „Geek Stink Breath“, „Stuck with Me“, „Brain Stew/Jaded“, "Hitchin' a Ride", „Minority“.
Сега Армстронг ползва основно Gibson и Fender марки китари. 20 от китарите му Gibson са модел Les Paul Junior от 50-те години. Били Джо е започнал да раздава китари на фенове, извикани да свирят на сцената на концерти на Грийн Дей, обикновено на песните „Knowledge“ и „Longview“. Любимата му китара е Gibson Les Paul Junior от 1956 г., която той нарича „Floyd“. Тя е купена от него през 2000 г. преди да запише албума „Warning“.
Освен на китара, Армстронг свири и на хармоника и мандолина (на някои песни от Nimrod and Warning, пиано (песни от 21st Century Breakdown, American Idiot: The Original Broadway Cast Recording (2010) и ¡Tré!). Свири на барабани и бас понякога.

## Личен живот

### Връзки и сексуална ориентация
Армстронг идентифицира себе си като бисексуален. Среща първата си сериозна приятелка Ерика Палино на 16-ия си рожден ден. Тя става „първият официален фен на Грийн Дей“ след като слуша първите записи на Армстронг и Хюз, окуражава бандата, ходи с тях на турнета и понякога е техен фотограф. Ерика е вдъхновението за много от известните песни на Грийн Дей, включително „Christie Road“, написана относно местните влакови релси, където тя и Армстронг се срещали. На 17, Армстронг започва да живее в пънкарски къщи и складове, включително склада над публичния дом West Oakland, който вдъхновява Били Джо за песента „Welcome to Paradise“. Армстронг и Палино се разделят през 1991 г.
След раздялата им, Армстронг среща жена идентифицирана само като „Аманда“ и двамата започват да излизат. Аманда е била феминистка, което увлича Армстронг. Но Аманда не била впечатлена от Били Джо и го зарязала през 1994 г., оставяйки го с мисли за самоубийство. Армстронг е написал много песни за Аманда, включително „She“, „Good Riddance“, „Stuart And The Ave“, „Sassafras Roots“, „Amanda“, „She's A Rebel“, „Extraordinary Girl“ и „Whatsername“. Героинята Whatsername от албума American Idiot и от едноименния мюзикъл е базиран на Аманда.
През 1990 г. Армстронг се запознава с Адриен Несер на един от ранните концерти на Грийн Дей в Минеаполис. Те се женят на 2 юли 1994 г. и Несер разбира че е бременна в деня след сватбата. Първият им син Джоузеф Марчано „Джоуи“ Армстронг е роден на 28 февруари 1995 г. Той е барабанист в групата от Оукланд SWMRS докато през 2020 г. е обвинен в сексуално неправомерно поведение и принуда. Вторият им син Джейкъб Дейнджър Армстронг, роден на 12 септември 1998, е китарист и текстописец, свирещ в бандата Mt. Eddy.

### Политически възгледи
Армстронг подкрепя Барак Обама на президентските избори през 2008 и 2012 г. Подкрепя Бърни Сандърс на президентските избори през 2016 г. След неуспеха на Сандърс да стане кандидат за президент на демократите, Армстронг подкрепя Хилари Клинтън. Армстронг критикува Доналд Тръмп, наричайки го „фашист“ и „кукла на илюминатите“, сравнявайки го с Хитлер и обвинявайки „необразованите бели хора от работническата класа“ за издигането му на власт. През 2017 г. Армстронг казва в списание Ролинг Стоун, че не подкрепя никоя партия, определяйки се като независим. Отново подкрепя Бърни Сандърс на президентските избори през 2020 г. като по-късно одобрява Джо Байдън, след като Сандърс отново не е издигнат за президент.

### Други
През 2018 г. Армстронг става почетен гражданин на Виджиано, откъдето са неговите предци.

## Противоречия

### Злоупотребата с наркотични вещества
На 21 септвмври 2012 г. по време на концерт на Грийн Дей на фестивала iHeartRadio music festival в Лас Вегас, Армстронг прекъсва изпълнението на групата на песента „Basket Case“ и критикува промоутърите на събитието за това, че са съкратили времето за изпълнение на бандата. Армстронг чупи китарата си и напуска сцената. По-късно бандата се извинява, казвайки че всъщност времето им не е било съкратено. Инцидентът се случва само 4 дни преди издаването на албума на Грийн Дей ¡Uno!. Два дни след инцидента Грийн Дей обявяват, че Армстронг търси лечение на проблема си с наркотиците. Армстронг изпива много алкохол преди концерта на iHeartRadio music festival, след приблизително една година на трезвеност.
В интервю за Роулинг Стоун през 2013 г. Армстронг споделя, че се е опитвал да бъде трезвен от 1997 г., около излизането на албума Nimrod. Казва, че по време на турнето 21st Century Breakdown (2009 – 2010) е преживял големи сривове. Според Армстронг, пристрастеността му е ескалирала в месеците преди излизането на албумите ¡Uno!, ¡Dos! и ¡Tre! и преди концерта им на iHeartRadio music festival, като е започнала по време на лятното им турне в Европа от 2011 г.
Грийн Дей отменят оставащите концертни дати от 2012 и началото на 2013, когато Армстронг продължава да се бори с лични проблеми. По-късно Армстронг казва, че е употребявал алкохол и предписани хапчета за безпокойство и безсъние.

## Бизнеси
През 1997 г. Армстронг съосновава звукозаписната компания Adeline Records, затворила през 2017 г. През април 2015 г. Армстронг отваря магазина за китари Broken Guitars в Оукланд, Калифорния. През декември 2015 г. Армстронг и Майк Дърнт отварят компанията за кафенета Oakland Coffee Works.

## Награди
- 2008 г. – № 1 в класацията „Най – секси хора в рока“ на списание Kerrang! (по избор на читателите).
- 2010 г. – № 25 в класацията „Фронтмени на всички времена“ на Gibson (по избор на читателите).

## Дискография

### Солови изпълнения

#### Albums
- Foreverly (2013, с Нора Джоунс)
- No Fun Mondays (2020)

#### Сингли
- „Look for Love“ (1977)
- „Long Time Gone“ (2013)
- „I Think We're Alone Now“ (2020)[98]
- „Manic Monday“ (2020)
- "That Thing You Do! (2020)[99]
- „Kids in America“ (2020)
- „You Can't Put Your Arms Around a Memory“ (2020)
- „Corpus Christi“ (2020)
- „War Stories“ (2020)
- „Amico“ (2020)
- „Not That Way Anymore“ (2020)
- „That's Rock 'n' Roll“ (2020)
- „Gimme Some Truth“ (2020)
- „A New England“ (2020)

### Green Day
- 1,039 Smoothed Out Slappy Hours (1990)
- Kerplunk! (1991)
- Dookie(1994)
- Insomniac (1994)
- Nimrod(1997)
- Warning: (2000)
- International Superhits! (2001)
- Shenanigans (2002)
- American Idiot (2004)
- Bullet in a Bible (2005)
- 21st Century Breakdown (2009)
- !Uno! (2012)
- !Dos! (2012)
- !Tre! (2012)
- Revolution Radio (2016)
- Father of All Motherfuckers (2020)

### Pinhead Gunpowder
- Jump Salty (1994)
- Carry the Banner (1994)
- Goodbye Ellston Avenue (1997)
- Shoot the Moon (EP) (1999)
- Compulsive Disclosure (2003)
- West Side Highway (EP) (2008)

### The Network
- Money Money 2020 (2003) – guitar, vocals
- Trans Am (EP) (2020)
- Money Money 2020 Part II: We Told Ya So! (2020)

### Foxboro Hot Tubs
- Stop Drop and Roll!!! (2008)

### SWMRS
Като продуцент
- This Kid. (Demo) (2008)
- Goody Two Shoes (EP) (2009)
- Broadcast This (EP) (2010)
- Regan MacNeil (EP) (2010)
- Don't Be a Dick (2011)
- Lost at Seventeen (2013)
- Swim (EP) (2014)

### The Boo
- The Boo (EP) (2011) – бас

### The Shrives
- Turn Me On (EP) (2015) – бас

### The Longshot
- The Longshot (EP) (2018)
- Love Is for Losers (2018)
- Devil's Kind (Single) (2018)
- Bullets (Single) (2018)
- Razor Baby (EP) (2018)
- Return to Sender (EP) (2018)

## Филмография

### Филми
| Year | Title                     | Role         | Notes                                |
| ---- | ------------------------- | ------------ | ------------------------------------ |
| 2003 | Riding in Vans with Boys  | Себе си      | Documentary of The Pop Disaster Tour |
| 2004 | Disease Is Punishment     | Финк         |                                      |
| 2005 | Bullet in a Bible         | Себе си      |                                      |
| 2006 | Live Freaky! Die Freaky!  | Чарлс Хансон | Глас                                 |
| 2007 | Семейство Симпсън: Филмът | Себе си      | Глас                                 |
| 2008 | Heart Like a Hand Grenade | Себе си      |                                      |
| 2011 | Awesome as Fuck           | Себе си      |                                      |
| 2012 | One Nine Nine Four        | Себе си      |                                      |
| 2012 | Така е на 40              | Себе си      |                                      |
| 2013 | ¡Cuatro!                  | Себе си      |                                      |
| 2013 | Broadway Idiot            | Сейнт Джими  |                                      |
| 2014 | Like Sunday, Like Rain    | Денис        |                                      |
| 2016 | Ordinary World            | Пери Милър   |                                      |

### Телевизия
| Year | Title            | Role            | Notes                                            |
| ---- | ---------------- | --------------- | ------------------------------------------------ |
| 1997 | King of the Hill | Лицето          | Глас Епизод: „The Man Who Shot Cane Skretteburg“ |
| 2002 | Haunted          | Ирв Крацер      | Епизод: „Simon Redux“                            |
| 2012 | Nurse Jackie     | Jackie's Pickup | Епизод: „Kettle-Kettle-Black-Black“              |
| 2012 | The Voice        | Себе си         | 5 епизода                                        |
| 2016 | Drunk History    | Чарли Чаплин    | Епизод: „Legends“                                |

### Видеоигри
| Year | Title                          | Role    | Notes |
| ---- | ------------------------------ | ------- | ----- |
| 2006 | Tony Hawk's American Wasteland | Себе си |       |
| 2010 | Green Day: Rock Band           | Себе си |       |

### Сцена
| Year        | Title                    | Role        | Notes            |
| ----------- | ------------------------ | ----------- | ---------------- |
| 2010 – 2011 | American Idiot (мюзикъл) | Сейнт Джими | 76 представления |